# Obertura Alapín
L'obertura Alapín és una obertura d'escacs poc usual que comença amb els següents moviments:
1. e4 e5
2. Ce2
L'obertura pren el seu nom en honor del jugador rus-lituà i analista d'obertures Semion Alapín (1856–1923).
Tot i que aquesta obertura és rarament usada, Ljubojević (amb negres) hi va jugar en contra a Groningen el 1970.
|  |

## Descripció
L'obertura Alapín no és comuna, però és perfectament jugable per a les blanques. S'utilitza principalment per evitar les línies molt teòriques com ara l'obertura Ruy López, o per sorprendre l'oponent. Les blanques tenen la intenció de jugar f2-f4 ben aviat. Hi ha similitud amb la posició Smislov (Smislov-Botvínnik, 1958) si les blanques intenten jugar alguna cosa en les línies de g3, Cbc3, d3, Ag2.
No obstant això, l'obertura Alapín també incorre en diversos problemes per a les blanques. En primer lloc, el desenvolupament de l'alfil de rei, i també de la dama, estan bloquejats, i requerirà un altre moviment del cavall o un altre moviment d'un peó, els quals van en contra del principi de l'obertura per desenvolupar les peces menors ràpidament. En segon lloc, el cavall a e2, encara que flexible, no té control sobre del centre de les negres, i caldrà un altre moviment perquè sigui més útil.
És relativament fàcil per a les negres d'igualar en aquesta obertura, per exemple, 2...Cf6, 2...Cc6, i 2...d5 tot queda equilibrat, encara que les negres han d'anar amb compte per a evitar ser sorpresos per un eventual f2-f4.